# 臺北市私立惇敍高級工商職業學校

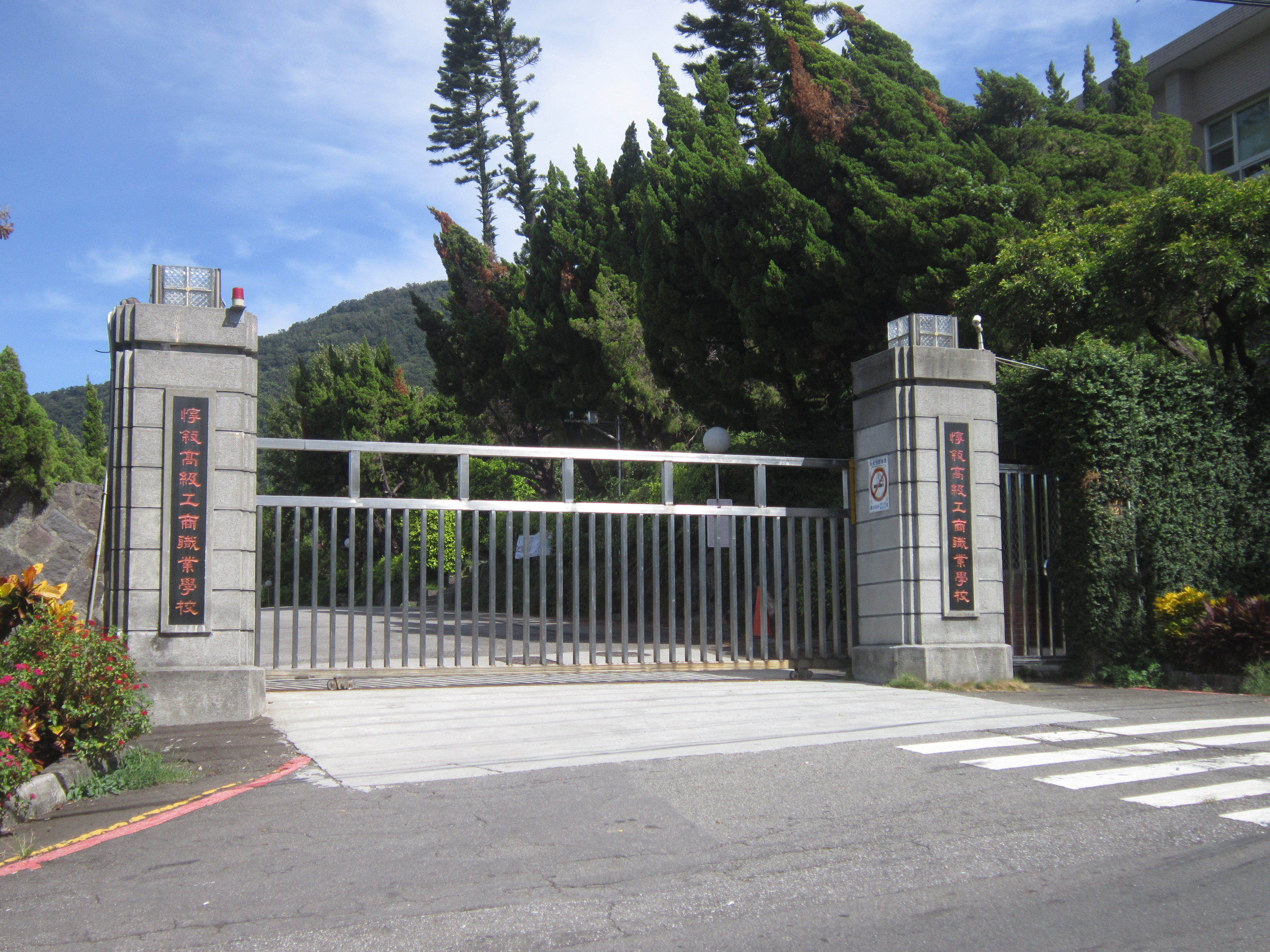
惇敍工商大門

惇敍學校財團法人惇敍高級工商職業學校，簡稱惇敍工商，是一所位於臺北市北投區的高職。1974年始改制為高職。

## 前身
- 1964年－福華毛紡織染廠老闆黃次倫先生，以其黃氏宗祠堂的堂名惇敘為校名，於現今陽明山上行義路及泉源路口購地，獨資創立台北縣私立惇敘初級中學，學校初期只收國小畢業的初中生，必須住校。
- 1968年－陽明山改隸台北市，該校升格為台北市私立惇敘高級中學，並辦理附設紡織科。
- 1971年－申請成立附設補習學校，含商科及普通科。
- 1974年－行政院國軍退除役官兵輔導委員會榮民工程事業管理處辦理建教合作。

## 歷史
- 1974年－奉中華民國教育部核定，改制為台北市私立惇敘工業職業學校，設立機工、建築、汽車修護、重機械修護四科。
- 1979年－將原設四科除機工科保留外，另改設營建、水電、工程機械修護三科。
- 1979年－增設短期職業訓練班。
- 1984年－成立夜間部。
- 1987年－將「水電科」改設為「電機科」。
- 1989年－增設商科之「資料處理科」，同時招收女生，並更改校名為惇敘高級工商職業學校；原「工程機械修護科」改設「汽車科」。
- 1993年－增設「普通科」。
- 1997年－「普通科」改為「綜合高中」，設有學術、電機、資訊、建築等四學程。
- 2000年－「夜間部」改為「惇敘工商進修學校」。
- 2002年－增設「室內設計科」。
- 2009年－「綜合高中」停招，「普通科」恢復招生。
- 2010年－增設「多媒體設計科」。
- 2011年－「普通科」停招。
- 2012年－將「多媒體設計科」跟「室內設計科」合成設計一班（室多班）
- 2013年－將「多媒體設計科」跟「資料處理科」合成資多一班
- 2014年－「多媒體設計科」停招。
- 2014年－「汽車科」原本有忠、孝、仁三班，因人數增加增設汽車科愛班。
- 2014年－「進修學校汽車科」停招。
- 2014年－斯堪尼亞汽車在惇敘工商成立「Scania全台首座教學合作中心」。
- 2015年－「汽車科」原本有忠、孝、仁、愛四班，因人數增加增設汽車科信班。
- 2016年－因2015年首次舉辦「汽車嘉年華」活動，獲各國中熱烈迴響，於本年度均質化北一區夥伴學校辦理該活動，並定名為「技職嘉年華」。
- 2016年－「資料處理科」停招。
- 2018年－「室內設計科」停招。
- 2021年－「機械科」停招。
- 2023年－「電機科」停招。

## 科別
- 建築科
- 汽車科

## 歷任校董事長
- 創校者：黃次倫
- 第一任：趙煦雍
- 第二任：梁元鑄
- 第三任：李　駿
- 第四任：陳銘窓
- 第五任：黃均運
- 第六任：同第五任
- 第七任：同第四任
- 現任：吳貴生

## 歷任校長
- 第一任：施季言
- 第二任：劉人紀
- 第三任：楊啟棟
- 第四任：顧仁恩
- 第五任：張天溥
- 第六任：李繼來
- 第七任：羅際禎
- 現任：廖偉辰

## 校訓
「實學、實用、實功、實效」

## 爭議
經媒體報導，2023年11月發生1名學生遭7人圍毆的衝突事件，校方將此事件定調為一般衝突而非霸凌事件，並已對施暴學生退學處置。

## 外部連結
- 臺北市私立惇敍高級工商職業學校官方網站 （页面存档备份，存于）
- 臺北市私立惇敍高級工商職業學校臉書專頁 （页面存档备份，存于）
- 臺北市私立惇敍高級工商職業學校影音頻道 （页面存档备份，存于）